# Rennae Stubbs
Rennae Stubbs, född 26 mars 1971 i Sydney, New South Wales, är en australisk högerhänt professionell tennisspelare särskilt framgångsrik som dubbelspelare.

## Tenniskarriären
Rennae Stubbs blev professionell spelare på WTA-touren 1988 och är fortfarande 2007 aktiv. Hon har inte vunnit några WTA-titlar i singel men hela 55 i dubbel. Därtill vann hon ytterligare 10 dubbeltitlar i ITF-arrangerade turneringar. Hon har vunnit fyra Grand Slam-titlar i dubbel och två i mixed dubbel. År 2001 vann hon dubbeltiteln i säsongsavslutande WTA Tour Championships tillsammans med amerikanskan och flerfaldiga dubbelpartnern Lisa Raymond. I singel rankades hon som bäst på 64:e plats (oktober 1996) men i dubbel nådde hon förstaplatsen (augusti 2000). Hon spelade in 4,005,075 US dollar i prispengar. 
2001 utnämndes hon tillsammans med Lisa Raymond som ITF World Champion i damdubbel. Paret har totalt vunnit 32 WTA-dubbeltitlar tillsammans, varav tre GS-titlar (Australiska öppna 2000, US Open och Wimbledonmästerskapen 2001). Under de tre senaste säsongerna har Stubbs framgångsrikt spelat dubbel tillsammans med Cara Black från Zimbabwe. Tillsammans har de vunnit 11 titlar, varav en GS-titel (Wimbledonmästerskapen 2004). 
Rennae Stubbs deltog i det australiska Fed Cup-laget 1992-96, 1998-2000, 2002 och 2004. Hon har vunnit 19 matcher av 31 spelade.

## Spelaren och personen
Rennae Stubbs är bosatt omväxlande i Sydney och i Tampa, Florida. Hon planerar en karriär inom television efter avslutad tenniskarriär.

## Grand Slam-titlar
- Australiska öppna
  - Dubbel – 2000 (med Lisa Raymond)
- Wimbledonmästerskapen
  - Dubbel – 2004 (med Cara Black), 2001 (med Lisa Raymond),
- US Open
  - Dubbel – 2001 (med Lisa Raymond)
  - Mixed dubbel – 2000 (med Jared Palmer), 2001 (med Todd Woodbridge)

## Övriga WTA-titlar i dubbel
- 2006 – Sydney (med Corina Morariu), San Diego, Zurich (båda med Cara Black)
- 2005 – Eastbourne (med Lisa Raymond), Stanford, Zurich, Philadelphia (alla med Cara Black)
- 2004 – Sydney, Tokyo [Pan Pacific], San Diego, Filderstadt, Zurich (alla med Cara Black)
- 2003 – Tokyo [Pan Pacific] (med Jelena Bovina), Los Angeles (med Mary Pierce), Filderstadt (med Lisa Raymond)
- 2002 – Miami, Sydney, Tokyo [Pan Pacific], Scottsdale, Indian Wells, Charleston, Eastbourne, Stanford (alla med Lisa Raymond)
- 2001 – Tokyo [Pan Pacific], Scottsdale, Charleston, Eastbourne (alla med Lisa Raymond)
- 2000 – Rom, Madrid, San Diego (alla med Lisa Raymond)
- 1999 – Oklahoma City, New Haven, Zurich, Moskva, Philadelphia (alla med Lisa Raymond)
- 1998 – Hannover, Boston (båda med Lisa Raymond)
- 1997 – Québec, Philadelphia (båda med Lisa Raymond)
- 1996 – Chicago, Philadelphia (båda med Lisa Raymond)
- 1995 – Birmingham (med Manon Bollegraf)
- 1994 – Osaka (med Larisa Neiland), Strasbourg (med Lori McNeil)
- 1993 – Indian Wells (med Helena Sukova), Hamburg (med Steffi Graf)
- 1992 – Osaka (med Helena Sukova), Hamburg (med Steffi Graf), Birmingham, Montreal (båda med Lori McNeil).